# Tinodes inaequispinosus
Tinodes inaequispinosus är en nattsländeart som beskrevs av Schmid 1972. Tinodes inaequispinosus ingår i släktet Tinodes och familjen tunnelnattsländor. Inga underarter finns listade i Catalogue of Life.